# Le Mage (ópera)
Le Mage (título original en francés; en español, El mago) es una ópera en cinco actos con música de Jules Massenet y libreto en francés de Jean Richepin. Se estrenó en la Ópera de París en París el 16 de marzo de 1891.
Desde su temporada inicial de 31 representaciones Le mage ha sido raramente interpretada (se vio en La Haya en 1896), y es una de las óperas menos conocidas de Massenet.  Sin embargo, se produjo aproximadamente en el medio de su período más inspirado y, quizá, merece atención. El tenor Agustarello Affré grabó el aria "Ah parais!" para Pathé en 1903.

## Personajes

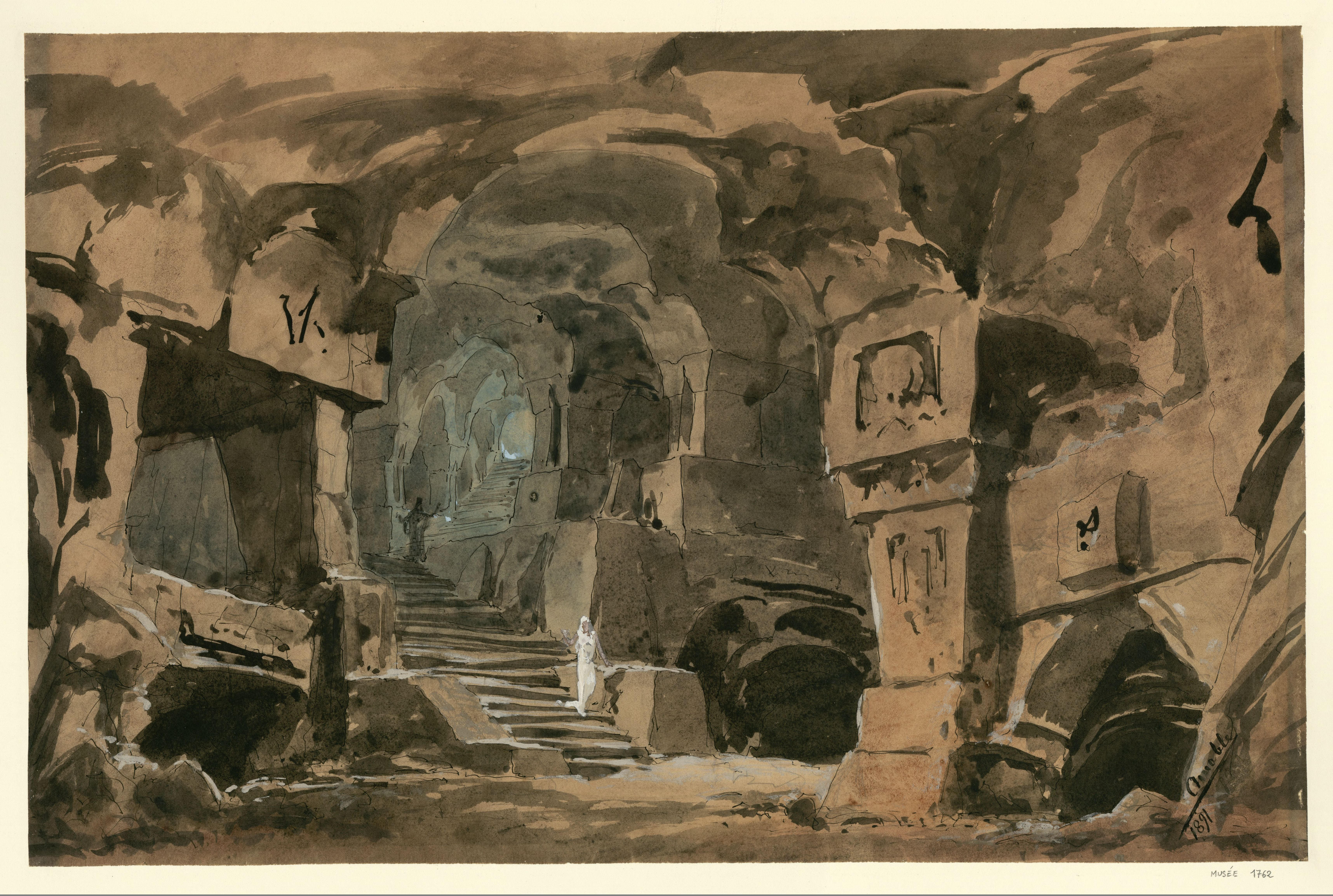
Boceto de decorado de la primera escena del segundo acto.

| Personaje         | Tesitura     | Reparto del estreno, 16 de marzo de 1891 (Director: Auguste Vianesi) |
| ----------------- | ------------ | -------------------------------------------------------------------- |
| Anahita           | soprano      | Maria Lureau-Escalaïs                                                |
| Varedha           | mezzosoprano | Caroline Fiérens-Peters                                              |
| Zarastra          | tenor        | Edmond Vergnet                                                       |
| Amrou             | barítono     | Jean-François Delmas                                                 |
| Le roi d'Iran     | bajo         | Jean Martapoura                                                      |
| Prisionero tureno | tenor        | Agustarello Affré                                                    |
| Jefe iraní        | bajo         | Voulet                                                               |
| Herald            | bajo         | Charles Douaillier                                                   |
| Prisionero tureno | bajo         | Ragneau                                                              |
| Una bailarina     | papel mudo   | Rosita Mauri                                                         |